# Fagiano Okayama
Fagiano Okayama (ファジアーノ岡山 Fajiāno Okayama?) es un equipo profesional de fútbol de Japón, situado en la ciudad de Okayama, capital de la Prefectura de Okayama. Fue fundado en 2004 y jugará en la J1 League desde la temporada 2025.
Su nombre significa faisán en italiano, y se llaman así en honor a uno de los animales que acompaña a Momotarō, una de las historias más tradicionales de Japón.

## Historia

### Primeros años (1975-2003)
Aunque el equipo se creó oficialmente en el año 2004, los orígenes del fútbol en Okayama se remontan a la existencia del Kawasaki Steel SC, equipo que más tarde se trasladaría a Kōbe para formar el Vissel Kobe. En 1975 unos jóvenes deciden crear un club de fútbol amateur conocido como River Free Kickers (RFK), que durante varias décadas se desempeña en las ligas inferiores regionales.

### Fagiano Okayama (2004-actualidad)
En la década de 2000 varios empresarios locales deciden impulsar un equipo de fútbol profesional en la prefectura de Okayama, y convencen a los miembros del River Free Kickers para montar un nuevo club profesional a partir del suyo. Así nació en 2004 el Fagiano Okayama, que pronto comenzó a ascender categorías hasta llegar a la Japan Football League (JFL). Antes de ascender a la JFL, el Fagiano ya cía con los requisitos de la J. League para pasar al profesionalismo si conseguía quedar en los puestos de ascenso de la máxima competición semiprofesional.
En el año 2008, año de su debut en la JFL, el equipo logró su ascenso a la segunda división de la J. League al terminar clasificado en cuarta posición. Ese año le acompañaron otros dos clubes: Tochigi SC y Kataller Toyama. Debutó en esa competición en la temporada 2009. En su primera temporada, terminó como colista.

## Uniforme
Actualmente, su uniforme es provido por la empresa brasileña Penalty.
- Uniforme titular: Camiseta roja, pantalón azul, medias azules.
- Uniforme alternativo: Camiseta blanca con rayas grises, pantalón blanco, medias blancas.

## Estadio
Fagiano Okayama disputa la mayor parte de sus partidos como local en el Estadio Momotaro de Okayama, llamado City Light Stadium por motivos de publicidad, este estadio cuenta con una capacidad de 15.479 espectadores. El campo es un recinto multiusos, que se utiliza también para competiciones de atletismo y partidos de rugby, ya que fue construido con motivo de los Juegos Olímpicos de Tokio 1964.

## Jugadores

### Jugadores en préstamo
| Prestados |       |     |                   |         |                 |
| -         | JPN ! | DEF | Wakaba Shimoguchi | 27 años | Nagano Parceiro |

### Jugadores destacados
La siguiente lista recoge algunos de los futbolistas más destacados de la entidad.
| Japón - Hidemasa Kobayashi - Hidenori Mago - Hiroaki Kamijo - Hiroyuki Omichi - Hitoshi Usui - Kazuya Okazaki (2010-2013) - Kento Kato (2014-2018) |

## Rivalidades
Derbi Inyō
El derbi Inyō (El término japonés para referirse al Yin y yang) Enfrentamiento entre los clubes de la región de Chugoku, el Gainare Tottori (representante de la prefectura de Tottori) y el Fagiano Okayama (representante de la prefectura de Okayama).
Derbi del Gran Puente de Seto
El Derbi del Seto-Ohashi, enfrenta a los clubes de las prefecturas conectadas por el puente, la prefectura de Kagawa representada por el Kamatamare Sanuki y la prefectura de Okayama representada por el Fagiano Okayama.

## Palmarés
- Liga Regional de Chugoku (2): 2006, 2007
- Liga Japonesa de Ascenso (1): 2007